# Hans Zikeli
Hans Zikeli (3. oktober 1910 – 6. februar 1999) er en rumænsk udendørshåndboldspiller af tysk oprindelse som deltog under Sommer-OL 1936.
Han var en del af det rumænske udendørshåndboldhold, som kom på en femteplads i den olympiske turnering. Han spillede i to kampe.